# Tripseuxoa strigata
Tripseuxoa strigata är en fjärilsart som beskrevs av George Francis Hampson 1903. Tripseuxoa strigata ingår i släktet Tripseuxoa och familjen nattflyn. Inga underarter finns listade i Catalogue of Life.